# 亚洲公路82号线
亚洲公路82号线（英語：Asian Highway 82），编号為，是亞洲公路網系統中一条全长1261公里的公路，从格鲁吉亚靠近俄罗斯边境的Leselidze开始，至伊朗的Ivughli。

## 俄罗斯
- A147 A147公路: 索契

## 格鲁吉亚
- ( 阿布哈茲)  S-1高速公路: Leselidze（英语：Leselidze (town)） - 苏呼米 - 加利
- S-1高速公路: 祖格迪迪 - 塞纳基 - 哈舒里
- S-8高速公路: 哈舒里 - 阿哈尔齐赫 - 瓦莱 (D-955)
- S-11高速公路: 阿哈尔齐赫 - Zhdanovakani

## 亚美尼亚
- Մ 1 M-1 高速公路: Bavra（英语：Bavra） - 久姆里
  - Մ 7 M-7 高速公路: 久姆里 - Akhurik (State road D060 (Turkey))
- Մ 1 M-1 高速公路: 久姆里 - 阿什塔拉克 - 埃里温
- Մ 2  M-2 高速公路: 埃里温 - Yeraskh（英语：Yeraskh） - 戈里斯 - 卡潘 - 梅格里 - Agarak（英语：Agarak, Syunik）

## 伊郎
- 12號公路: Nurduz（英语：Nurduz） - 焦勒法
- 11號公路: 焦勒法 - Ivughli（英语：Ivughli）